# 八戸レビュウ
八戸レビュウ（はちのへレビュウ）は青森県八戸市の八戸ポータルミュージアム「はっち」で2011年（平成23年）2月26日 - 3月30日に開催された写真展覧会および、7月16日に美術出版社から発売された写真集。

## 概要
青森県八戸市の一般市民を題材にした梅佳代、浅田政志、津藤秀雄の3人の写真家によるプロジェクトであり、青森県八戸市のはっちの開館記念企画でもあった。
88人の一般市民のレビュウを88人の公募ライターが執筆した。執筆にあたっては作家の木村友祐、クリエイティブディレクターの佐藤尚之が指導にあたった。
会期中に会場が東日本大震災で被災している。

## 写真展
- 2010年（平成22年）
  - 7月25日 - 市民ライター公募開始
  - 8月8日 - 第1回ワークショップ
  - 9月9日 - 第2回ワークショップ
  - 8月 - 2011年1月 - 写真家によるの撮影など。[1]
- 2011年（平成23年）
  - 2月26日 - 3月30日 - 八戸ポータルミュージアム「はっち」[2]
  - 8月6日 - 8月31日 - 横浜トリエンナーレで開催される「新・港村ー小さな未来都市ーBankART Life III」で展示

## 写真集
デザインはグラフィックデザイナー森本千絵が担当。
「八戸レビュウ 梅佳代、浅田政志、津藤秀雄 3人の写真家と88のストーリー 」として、2011年（平成23年）7月16日に全国発売された。